# Pennabilli
Pennabilli là một đô thị ở tỉnh Pesaro và Urbino trong vùng Marche, nằm cách 100 km về phía tây của Ancona và khoảng 50 km về phía tây của Pesaro. Tại thời điểm ngày 31 tháng 12 năm 2004, đô thị này có dân số 3.126 và diện tích là 69,6 km².
Đô thị Pennabilli có các frazioni (các đơn vị trực thuộc, chủ yếu là các làng) scavolino, soanne, ponte messa, maciano, miratoio, molino di bascio, và ca morlano.
Pennabilli giáp các đô thị sau: Badia Tedalda, Carpegna, Casteldelci, Maiolo, Montecopiolo, Novafeltria, Sant'Agata Feltria, Sestino.